# 4900 Maymelou
4900 Maymelou је астероид главног астероидног појаса чија средња удаљеност од Сунца износи 2,379 астрономских јединица (АЈ).
Апсолутна магнитуда астероида је 13,0.